# Населённые пункты Смоленской области
Смоленская область по состоянию на конец декабря 2019 года включает 4878 населённых пунктов, в том числе:
- 25 городских населённых пунктов (в списках выделены оранжевым цветом), из них:
  - 15 городов;
  - 10 посёлков городского типа (рабочих посёлков);
- 4853 сельских населённых пункта (по данным переписи населения 2010 года — 4851 сельский населённый пункт, из них 983 без населения).

Населённые пункты в списке распределены по административно-территориальным единицам в рамках административно-территориального устройства области: 2 городам вне состава районов (соответствуют категории городов областного значения) и 25 районам (в рамках организации местного самоуправления (муниципального устройства) им соответствуют 2 городских округа и 25 муниципальных районов).
Численность населения сельских населённых пунктов приведена по данным переписи населения 2010 года, численность населения городских населённых пунктов (посёлков городского типа (рабочих посёлков) и городов) — по оценке на 1 января 2024 года.

## Города (городские округа)

### Смоленск
| № | Населённый пункт | Тип   | Население |
| - | ---------------- | ----- | --------- |
| 1 | Смоленск         | город | 316 570   |

### Десногорск
| № | Населённый пункт | Тип     | Население |
| - | ---------------- | ------- | --------- |
| 1 | Десногорск       | город   | 24 618    |
| 2 | Сосновка         | деревня | 69        |

## Районы
О населённых пунктах Смоленской области в составе районов см.:
Населённые пункты Смоленской области в районах (от А до М);
Населённые пункты Смоленской области в районах (от Н до Я).